# Romain Feillu

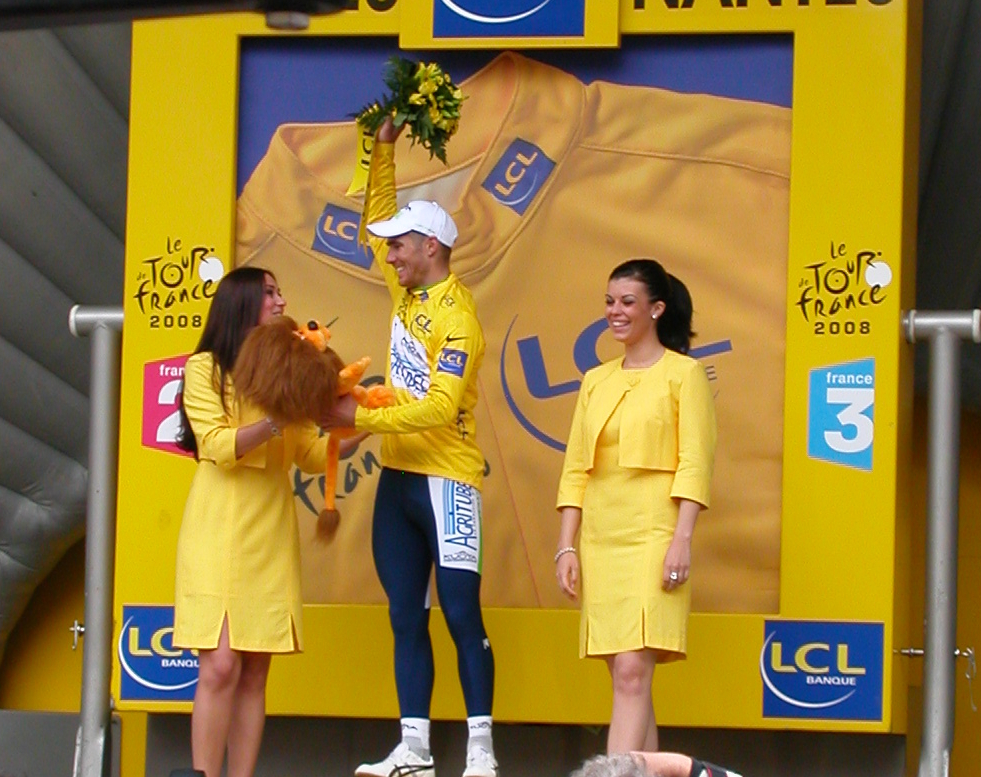
Romain Feillu de líder en el Tour de Francia 2008.

Romain Feillu (Châteaudun, 16 de abril de 1984) es un ciclista francés que fue profesional entre 2007 y 2019.

## Biografía
Debutó en un equipo profesional con el equipo Agritubel, en el año 2005 como stagiaire. Durante 2006 volvió al ciclismo amateur para pasar definitivamente al profesionalismo en 2007, otra vez en el Agritubel donde estuvo 2 temporadas. En 2010 fichó por el equipo Vacansoleil Pro Cycling Team. De cara al 2014 fichó por el equipo Bretagne-Séché Environnement junto a su hermano menor Brice.
Feillu ha conseguido como principales victorias la París-Bourges, una etapa del Tour de Luxemburgo y la Vuelta a Gran Bretaña, todas ellas en su año de re-debut como profesional.
Sin embargo, el logro que le ha hecho más conocido ha sido portar el maillot amarillo del Tour de Francia de 2008. Cogió la escapada buena en la tercera etapa, con llegada a Nantes. Quedó tercero en la etapa, detrás de sus compañeros de escapada: Samuel Dumoulin y William Frischkorn, después de sacrificarse con el objetivo del liderato. Además se puso líder de la clasificación de los jóvenes. 
Solamente portó el maillot un día, ya que la siguiente etapa era una contrarreloj de 29 km, que ganó el alemán Stefan Schumacher y le valió para vestirse de amarillo. Feillu hizo una pésima crono quedando en la posición 169 a casi cinco minutos del ganador.
En febrero de 2019 anunció su retirada al finalizar la temporada.

## Palmarés
| 2006 (como amateur) - 2.º en el Campeonato Mundial en Ruta sub-23 - Gran Premio de la Somme 2007 - París-Bourges - 1 etapa del Tour de Luxemburgo - Vuelta a Gran Bretaña - Boucles de l'Aulne 2008 - Boucles de l'Aulne 2009 - 1 etapa del Tour de Picardie - 1 etapa del Tour de Limousin - Gran Premio de Fourmies - 2.º en la Copa de Francia | 2010 - 1 etapa de la Vuelta a Burgos - 1 etapa del Tour de l'Ain - Gran Premio de Fourmies 2011 - 3 etapas del Tour del Mediterráneo - Tour de Finisterre - Tour de Picardie, más 1 etapa - 1 etapa del Circuito de Lorena - 1 etapa del Tour de Luxemburgo 2014 - 1 etapa de la Ronde de l'Oise 2015 - Route Adélie |

## Resultados en Grandes Vueltas y Campeonatos del Mundo
| Carrera         | Carrera         | 2007 | 2008 | 2009 | 2010 | 2011 | 2012 | 2013 | 2014  | 2015 | 2016 | 2017 | 2018 | 2019 |
| --------------- | --------------- | ---- | ---- | ---- | ---- | ---- | ---- | ---- | ----- | ---- | ---- | ---- | ---- | ---- |
|                 | Giro de Italia  | —    | —    | —    | —    | —    | Ab.  | —    | —     | —    | —    | —    | —    | —    |
|                 | Tour de Francia | Ab.  | Ab.  | Ab.  | —    | Ab.  | —    | —    | 150.º | —    | —    | —    | —    | —    |
|                 | Vuelta a España | —    | —    | —    | —    | —    | —    | —    | —     | —    | —    | —    | —    | —    |
| Mundial en Ruta | Mundial en Ruta | Ab.  | —    | —    | 10.º | 6.º  | —    | —    | —     | —    | —    | —    | —    | —    |

—: no participa

Ab.: abandono

## Equipos
- Agritubel (2005[2] y 2007-2009)
- Vacansoleil Pro Cycling Team (2010-2013)
- Bretagne-Séché Environnement (2014-2015)
- Auber93 (2016-2019)
  - HP BTP-Auber93 (2016-2017)
  - Saint Michel-Auber93 (2018-2019)